# Vîșneakî, Fastiv
Vîșneakî (în ucraineană Вишняки) este un sat în comuna Cervona Motovîlivka din raionul Fastiv, regiunea Kiev, Ucraina.

## Demografie
Componența lingvistică a localității Vîșneakî
     Ucraineană (97,51%)
     Rusă (2,49%)
Conform recensământului din 2001, majoritatea populației localității Vîșneakî era vorbitoare de ucraineană (97,51%), existând în minoritate și vorbitori de rusă (2,49%).